# Karl Feitenhansl (Politiker, 1891)

Karl Feitenhansl

Karl Feitenhansl (* 30. Juli 1891 in Roßhaupt, Königreich Böhmen, Österreich-Ungarn; † 15. März 1951 in Zbýšov, Tschechoslowakei) war ein deutscher Politiker (NSDAP) und Mediziner.

## Leben und Wirken
Nach dem Besuch der Volksschule und eines humanistischen Gymnasiums studierte Feitenhansl von 1910 bis 1914 Medizin an der Karl-Ferdinands-Universität Prag. Seit 1911 gehörte er der Burschenschaft Thessalia Prag an. Nach der Teilnahme am Ersten Weltkrieg schloss er sein Studium am 22. Juli 1919 mit der Promotion zum Dr. med. ab. Anschließend arbeitete er von 1919 bis 1923 als Sekundararzt in Teplitz-Schönau und dann von 1923 bis 1925 als praktischer Arzt in Rumburg. 1926 übernahm er eine Stellung an der chirurgischen Klinik in Graz, um dann von 1927 bis 1928 als Primararzt des Krankenhauses Rumburg zu arbeiten. Von 1929 bis Ende 1933 war Feitenhansl Chefarzt der Krankenkasse in Rumburg. Danach war Feitenhansl von 1934 bis 1938 praktischer Arzt in Rumburg.
Von 1920 bis 1933 gehörte Feitenhansl der DNSAP an. Er war 1931 Gründer des NS-Ärztebundes in Rumburg. Seit 1933 betätigte Feitenhansl sich in der Sudetendeutschen Partei (SdP) Konrad Henleins. Aufgrund seiner nationalsozialistischen Betätigung wurde Feitenhansl 1937 wegen des Vorwurfs der Militärspionage neun Monate lang in Prag-Pankraz in Untersuchungshaft gehalten. Am 12. Juni 1938 erfolgte seine Wahl in den Stadtrat von Rumburg und am 4. September 1938 wurde er zum Hauptleiter des Amtes für Volksgesundheit der Sudetendeutschen Partei berufen.
Nach der Annexion der Sudetengebiete durch das Deutsche Reich im Herbst 1938 wurde Feitenhansl Generalbeauftragter des „Stillhaltekommissars“ für die Ärzteorganisationen. Auch wurde er zum Gauärzteführer ernannt. Zudem wurde er Gauamtsleiter des Amtes für Volksgesundheit in Reichenberg und zum Sachbearbeiter der Abteilung Gesundheitswesen im Reichskommissariat für die sudetendeutschen Gebiete berufen. Ab Februar 1941 wurde er leitender Regierungsdirektor und leitete das Gesundheitswesen beim Reichsstatthalter für den Sudetengau. Ab Anfang 1943 leitete der Gaugesundheitsführer zudem das Gauamt für Rassepolitik im Sudetenland. 
Am 5. Januar 1939 beantragte er die Aufnahme in die NSDAP und wurde rückwirkend zum 1. November 1938 aufgenommen (Mitgliedsnummer 6.696.981). Anlässlich der am 4. Dezember 1938 stattgefundenen Ergänzungswahl zu dem im April 1938 gewählten Reichstag, kam Feitenhansl in den nationalsozialistischen Reichstag, dem er bis zum Ende der NS-Herrschaft im Frühjahr 1945 angehörte. 1940 war er außerdem Gauobmann der Gaugeschäftsstelle des NSD-Ärztebundes für den NSDAP-Gau Sudetenland in Reichenberg.
Feitenhansel trat 1939 der SS bei (SS-Nummer 310.401). 1940 wurde in der SS ein Ausschlussverfahren gegen Feitenhansl wegen der geschlechtlichen Beziehung zu einer Jüdin in den Jahren 1926 und 1927 eingeleitet. Das Verfahren wurde schließlich im Oktober 1940 auf Veranlassung von Reichsführer SS Heinrich Himmler eingestellt, der stattdessen vorschlug, dass Feitenhansl vom Sudetenland in einen anderen Gau versetzt werden sollte. Feitenhansl erreichte 1942 bei der SS den Rang eines Obersturmbannführers.
Nach Kriegsende wurde er vom tschechoslowakischen Volksgerichtshof zu einer lebenslangen Haftstrafe verurteilt und starb während der Haft.

## Ehrungen
Aus Anlass des 50. Geburtstages von Adolf Hitler wurde ihm am 20. April 1939 der Titel „Sanitätsrat“ verliehen.